# Nick Capra
Nick Capra (ur. 1 sierpnia 1976 w Nowym Jorku) – amerykańsko-włoski aktor pornograficzny.

## Życiorys

### Wczesne lata
Urodził się w Nowym Jorku, a dorastał na Manhattanie. Gdy miał 11 lat, jego rodzice się rozwiedli. W wieku 12 lat został zmuszony do seksu oralnego przez 15-letniego brata swojej przyjaciółki.
Uczęszczał do Patrick Henry High School w San Diego. Ukończył Mueller College of Holistic Studies w San Diego, gdzie zdobył certyfikat masażysty.

### Kariera
Zdecydował się rozpocząć karierę w branży pornograficznej, idąc w ślady swojego ówczesnego partnera Troya Michaelsa. W lutym 2002 wziął z nim udział w nagraniach internetowego programu rozrywkowego Live and Raw dla stacji Channel 1 Releasing. Wówczas został dostrzeżony przez amerykańskiego reżysera i producenta filmów pornograficznych Chi Chi LaRue, który zaproponował mu współpracę i nakręcenie kilku filmów pornograficznych. 
Przed kamerami zadebiutował 14 lutego 2002. Pierwszym filmem pornograficznym z jego udziałem była produkcja Finish Me Off, w której zagrał u boku Troya Michaelsa. Wziął udział w produkcji, ponieważ nie chciał, by jego chłopak uprawiał w niej seks z innym mężczyzną (Tommym Sacksem). Tego samego dnia razem z Chi Chi LaRue wymyślił swój pseudonim artystyczny Nick Capra, który był inspirowany nazwiskiem reżysera Franka Capry, twórcy filmu pt. To wspaniałe życie z 1946. Pojawił się jako chłopak w bibliotece w melodramacie wojennym Arena Entertainment The Bombardier (2006). 
Był głównie wykonawcą aktywnym, a sporadycznie pasywnym (np. w French Kiss z 2004). On sam klasyfikuje się jako aktor uniwersalny. Wystąpił w ponad 60 filmach i pracował dla producentów filmów pornograficznych, takich jak Hot House Entertainment, Falcon Studios, Titan Media i Lucas Entertainment. 
W 2003 przeprowadził się do Nowego Jorku, gdzie zaczął pracować jako „pan do towarzystwa”. Wziął udział w reklamie bielizny Calvina Kleina. W 2008 zawiesił swoją karierę z powodów osobistych. 
W 2009 wygrał branżową nagrodę Hookie w kategorii „Najlepsza gwiazda porno z eskortu”, był także nominowany w kategorii „Najlepszy eskort”. 
W 2013 ogłosił zawieszenie kariery z powodu podjęciu odwyku narkotykowego. W lutym 2014, po 90 dniach po zakończeniu odwyku, powrócił do pracy, a jego pierwszym nagranym po powrocie filmem pełnometrażowym była produkcja Forgive Me Father. W grudniu 2014 trafił na okładkę magazynu „The Fight”, a w marcu 2015 był na okładce „Cybersocket”. W 2015 trafił na Grabby’s Wall of Fame.

## Życie prywatne
Jest gejem, coming outu dokonał w wieku osiemnastu lat. Przez dwa lata i pół roku był związany z Anthonym „Tonym” Serafinim, który 7 maja 2013 popełnił samobójstwo.
Był uzależniony od kokainy (cracku) i heroiny. 17 grudnia 2007 zakończył odwyk narkotykowy. W 2013 ponownie popadł w problemy z zażywaniem narkotyków, w tym m.in. kokainy (cracku) i metamfetaminy, dlatego przeszedł na kolejny odwyk, który zakończył w grudniu tego samego roku. Pod koniec 2018 rozpoczął kolejny odwyk narkotykowy.

## Nagrody i nominacje
| Rok  | Nagroda               | Kategoria                                          | Film                                  | Inni wykonawcy                                       | Rezultat  |
| ---- | --------------------- | -------------------------------------------------- | ------------------------------------- | ---------------------------------------------------- | --------- |
| 2009 | Hookie Award          | Najlepsza gwiazda porno z eskortu                  | –                                     | –                                                    | Wygrana   |
| 2009 | Hookie Award          | Najlepszy eskort                                   | –                                     | –                                                    | Nominacja |
| 2015 | Grabby Award          | Wall of Fame                                       | –                                     | –                                                    | Wygrana   |
| 2015 | Grabby Award          | Najgorętszy aktyw                                  | –                                     | –                                                    | Nominacja |
| 2016 | Cybersocket Web Award | Najlepsza scena seksu                              | His Daughter’s Boyfriend 1 (2015)     | Connor Maguire                                       | Nominacja |
| 2016 | Cybersocket Web Award | Najlepsza gwiazda porno                            | –                                     | –                                                    | Nominacja |
| 2016 | Cybersocket Web Award | Najlepsza osobowość                                | –                                     | –                                                    | Nominacja |
| 2016 | XBIZ Award            | Gejowski wykonawca roku                            | –                                     | –                                                    | Nominacja |
| 2016 | Grabby Award          | Wykonawca roku                                     | –                                     | –                                                    | Nominacja |
| 2016 | Grabby Award          | Najgorętszy aktyw                                  | –                                     | –                                                    | Nominacja |
| 2016 | Grabby Award          | Męski mężczyzna                                    | –                                     | –                                                    | Nominacja |
| 2016 | Grabby Award          | Najgorętsza zmiana pozycji                         | Sugar Daddies 2 (2015)                | Wolf Hudson                                          | Nominacja |
| 2017 | XBIZ Award            | Gejowski wykonawca roku                            | –                                     | –                                                    | Nominacja |
| 2019 | Raven’s Eden Award    | Żywa legenda gejowska                              | –                                     | –                                                    | Wygrana   |
| 2019 | Raven’s Eden Award    | Gorący i włochaty                                  | –                                     | –                                                    | Nominacja |
| 2020 | XBIZ Cam Award        | Najlepsza gwiazda mediów społecznościowych premium | -                                     | -                                                    | Nominacja |
| 2020 | GayVN Awards          | Najlepszy aktor                                    | Don’t Tell My Wife (2019)             | –                                                    | Nominacja |
| 2020 | GayVN Awards          | Najlepsza scena seksu grupowego                    | Rocco Steele’s Cell Block D (2019)    | Alessio Vega, Rocco Steele, Cade Maddox i Ray Diesel | Nominacja |
| 2020 | Grabby Award          | Najlepsza scena seksu grupowego                    | Rocco Steele’s Cell Block D (2019)    | Alessio Vega, Rocco Steele, Cade Maddox i Ray Diesel | Nominacja |
| 2020 | Grabby Award          | Najlepszy aktor                                    | Secrets My Daddy Never Told Me (2019) | –                                                    | Nominacja |
| 2020 | Grabby Award          | Najlepszy aktor                                    | Don’t Tell My Wife (2019)             | –                                                    | Nominacja |
| 2020 | Grabby Award          | Najgorętszy tatuś                                  | –                                     | –                                                    | Nominacja |
| 2021 | Raven’s Eden Award    | Najgorętszy tatuś                                  | –                                     | –                                                    | Nominacja |